# 伊達宗遠
伊達 宗遠（だて むねとお）は、南北朝時代の武将。官位は従五位下・弾正少弼。伊達氏8代当主。

## 生涯
天授6年/康暦2年（1380年）頃から長井氏を攻め立てた。宗遠は周辺各氏との一揆契約や騙し討ちなどの謀略を駆使し、長井氏を確実に切り崩していった。結局元中2年/至徳2年（1385年）には長井氏は滅亡し、伊達氏は米沢を手に入れる事になった。
天授7年/康暦3年（1381年）には大崎氏と戦い信夫郡・刈田郡・伊具郡・柴田郡を奪い、また、武石行胤を破り亘理郡も実質的な支配下に組み入れている。
この時代には小沢氏、余目氏などと一揆契約を結んでいる。また、米沢の成島八幡宮の拝殿を改築している。
宗遠の子・宗行は大條氏（大枝）の祖となった。

## 系譜
- 父：伊達行朝（1291年-1348年）
- 母：静照院 - 田村氏
- 正室：高明院 - 結城宗広の娘、最上氏との異説もあり
  - 男子：伊達政宗（1358年-1405年）
- 生母不明の子女
  - 男子：大條宗行 - 大枝宗行
  - 女子：最上直家室
  - 男子：伊達遠賢 - 『永禄伊達系図』にのみ記載あり

### 系譜の疑問点
伊達氏初期系図には色々と差異が生じていたり、同時代の史料と食い違う部分も見られる。
行宗－宗遠の場合、1348年の『奥州管領吉良貞家の書状』の中に「伊達宮内大輔行朝者死去、子息万寿丸幼稚代官伊達修理亮宗政」とみえ、また宗遠の初見は1342年の『五辻顕尚の書状』の中の伊達飛騨前司とある為、宗遠は行宗（行朝）の子息で無い可能性も指摘されている。
1377年に伊達宗政（修理亮）が留守持家と一揆を結んだとの史料（一揆契約の書状）もあり、修理亮宗政と宗遠が同時代の人であることがわかる。